# Freedom (Rage Against the Machine)
Freedom is een single van de band Rage Against the Machine. Het is de vierde en laatste single van hun debuutalbum Rage Against the Machine en is uitgebracht in 1994. In de tekst van het nummer beweert leadzanger Zack de la Rocha dat de Amerikaanse regering de bevolking voor de gek houdt door ze te vertellen dat ze vrijheid in het land genieten. Ook de media en de multinationals helpen hierbij aan mee.
De videoclip van Freedom gaat over Leonard Peltier, de ex-leider van de American Indian Movement. In de clip is te zien hoe de band in een kleine club speelt terwijl er steeds shots van Peltier te zien zijn. Daarin heeft hij, met andere leden van de AIM, een confrontatie met de FBI wat uiteindelijk resulteert in een schietpartij en de moord op 2 FBI-agenten.

## Tracks
1. "Freedom"
2. "Freedom (live)"
3. "Take The Power Back (live)"